# Биддл, Уильям
Генерал-майор Уильям Филипп Биддл (15 декабря 1853 — 24 февраля 1923) — 11-й комендант корпуса морской пехоты США.

## Биография
Родился 15 декабря 1853 года в г. Филадельфия, штат Пенсильвания, происходит из влиятельной семьи Биддлов. Обучался в частных школах в Филадельфии, затем поступил в Пенсильванский университет, где как член семьи Биддлов вступил в братство Дельта Пси Акка (холл св. Антония), членство в котором считалось престижным.
22 июня 1875 года в звании второго лейтенанта вступил в ряды корпуса морской пехоты. После короткой службы в Вашингтоне, Нью-Йорке и Филадельфии Биддл отправился в море, где и провёл почти половину своей дальнейшей службы. После трёх лет на борту парового шлюпа USS Hartford и парового фрегата USS Powhatan Биддл вренулся на береговую службу в Филадельфии и Нью-Йорке. В марте 1882 года он вернулся к морской службе на борту шлюпа USS Kearsarge. В феврале 1884 года он был повышен в звании до первого лейтенанта. Следующие три года он снова провёл на берегу. Затем прослужил три года в море на борту USS Swarta. В феврале 1891 года он вернулся в Филадельфию, шже в феврале 1894 года был произведён в капитаны. В апреле 1895 он возобновил морскую службу на борту бронепалубного крейсера USS Baltimore, вскоре после этого он был переведён на бронепалубный крейсер USS Olympia, на борту которого он служил в ходе испано-американской войны и участвовал в сражении в Манильской бухте.
Вскоре после завершения войны капитан Биддл вернулся в Филадельфию для продолжения службы, но вскоре был призван в ряды четвёртого батальона морской пехоты организованного для службы на Дальнем востоке. Вместе с батальоном Биддл прибыл в Китай и участвовал в экспедиции ВС США в Китае 1900 года направленной в Пекин на выручку иностранцев в ходе восстания боксёров. После того как ситуация с восстанием улучшилась капитан Биддл и его батальон были направлены на Филиппинские острова где пребывала первая бригада морской пехоты. На Филиппинах Биддл провёл чуть больше двух лет, после чего вернулся в США для службы в главном штабе корпуса морской пехоты. 23 марта 1903 он был повышен в звании до подполковника. В декабре 1903 года он был отправлен на Панаму, возглавив батальон морской пехоты на борту вспомогательного крейсера USS Dixie, прибывшего после провозглашения независимости Панамы. Вскоре Биддл вернулся в США и недолго служил в Филадельфии и в главном штабе корпуса.
В феврале 1905 Биддл был произведён в полковники и на следующий год вернулся на Филиппины, где последующие два года командовал первой бригадой морской пехоты. В мае 1908 он вернулся в главный штаб корпуса, вскоре после чего был отправлен в Филадельфию а затем в Панаму, где должен был усилить войска, охранявшие строительство Панамского канала в связи с напряженностью в Никарагуа. В апреле 1910 года он вернулся в главный штаб корпуса, где и провёл оставшуюся часть службы. В ходе последних месяцев службы генерал-майора Эллиота на посту коменданта полковник Биддл большую часть времени исполнял обязанности коменданта.
3 февраля 1911 года кандидатура полковника Биддла была избрана для назначения на пост генерал-майора коменданта корпуса морской пехоты. Срок его службы пришёлся на относительно тихий, краткий, бедный событиями период. Биддл в основном занимался рутинными делами корпуса. Были предприняты несколько ограниченных экспедиций, включая первое вторжение в Никарагуа. Во время его администрации в декабре 1913 года были созданы передовые силы морской пехоты — предшественник сил морской пехоты флота.
После трёх лет пребывания в должности генерал-майор Биддл попросился в отставку на основании того, что провёл на службе более тридцати лет. 24 февраля 1914 года он вышел в отставку. В ходе первой мировой войны он снова был призван на службу и служил в основном в составе военных трибуналов в г. Сан-Диего, штат Калифорния.
Генерал-майор Биддл ушёл из жизни 25 февраля 1923 года в Ницце, Франция и месяц спустя был погребён со всеми почестями на Арлингтонском национальном кладбище.